# Avan (Degerfors socken, Västerbotten, 716797-168767)
Avan är en sjö i Vindelns kommun i Västerbotten och ingår i Sävaråns huvudavrinningsområde.